# جيرالد ديزموند
جيرالد ديزموند (بالإنجليزية: Gerald Desmond)‏ هو محامي وسياسي أمريكي، ولد في 12 أبريل 1915، وتوفي في 31 يناير 1964.